# Jiří Magál

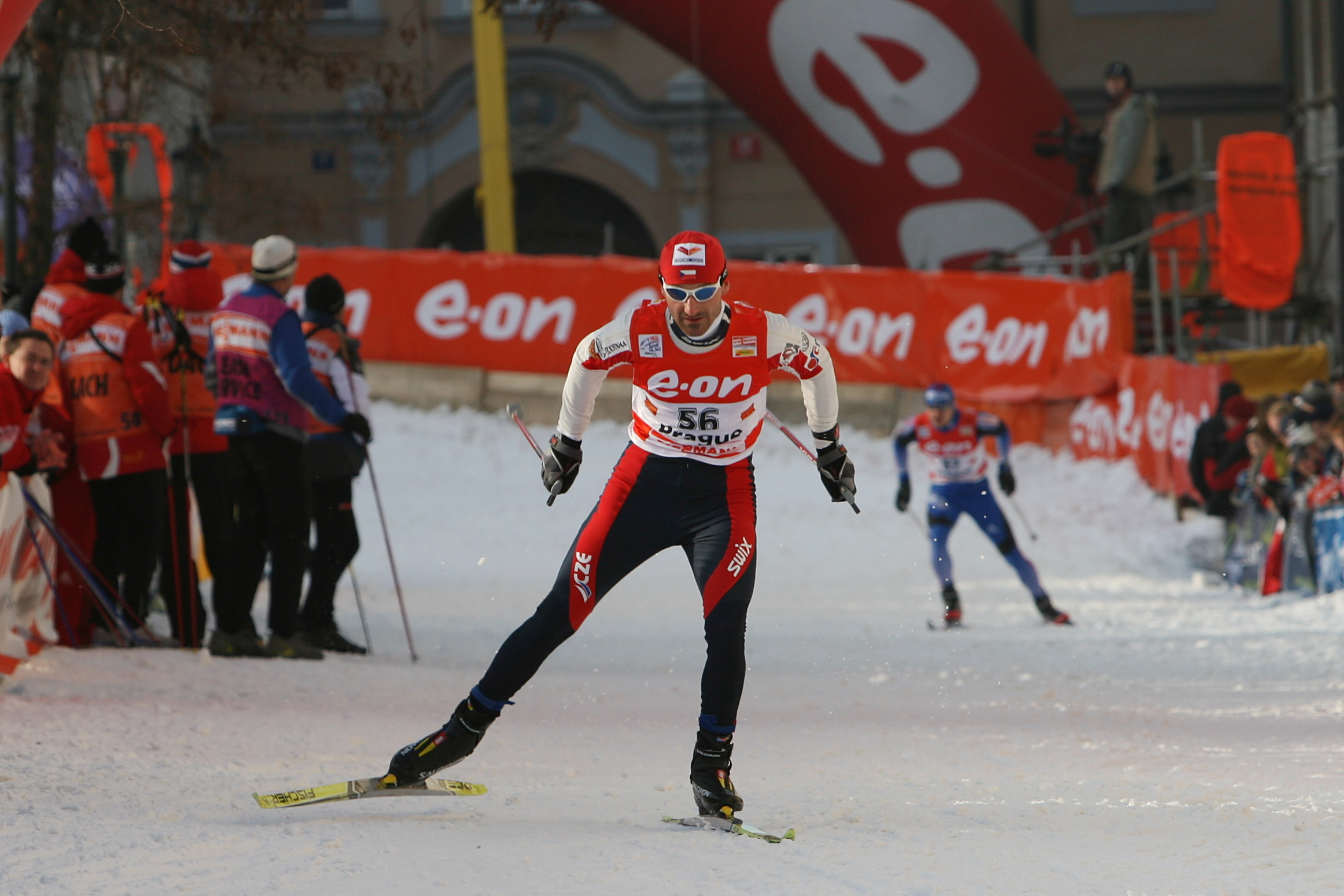
Jiří Magál na Tour de Ski v Praze 2007

Jiří Magál (* 11. dubna 1977 Chrudim) je bývalý český reprezentant v běhu na lyžích.

## Sportovní kariéra
Lyžovat poprvé zkoušel ve čtyřech letech a v šesti letech se přihlásil do lyžařského oddílu v LOKO Krnov, kde v té době byl trenérem jeho dědeček. Od čtrnácti let pokračoval v oddílu RD Jeseník. Od roku 1996 závodil za Duklu Liberec, měl hodnost praporčíka a jeho osobním trenérem byl Václav Korunka. Při premiéře na Světovém poháru ve Val di Fiemme 16. prosince 1997 se nevešel ani do první stovky. Absolvoval pět zimních olympijských her (Nagano 1998, Salt Lake City 2002, Turín 2006, Vancouver 2010, Soči 2014) a osm mistrovství světa v běhu na lyžích (Ramsau 1999, Lahti 2001, Val di Fiemme 2003, Oberstdorf 2005, Sapporo 2007, Liberec 2009, Oslo 2011, Val di Fiemme 2013). Své první olympiády v japonském Naganu se zúčastnil ve dvaceti letech a především sbíral zkušenosti. Po olympiádě v Salt Lake City chtěl skončit, ubíjen bariérou průměrnosti. Výsledkově se mu začalo dařit pod vedením trenéra Korunky od sezóny 2003/04, kdy začal pravidelně bodovat ve Světovém poháru a v Le Clusaz na volné patnáctce dojel šestý. V roce 2006 se mu na olympiádě v Turíně podařilo probojovat do první desítky v běhu na 50 km – doběhl na osmém místě. Jeho čtvrtá olympiáda ve Vancouveru pro něj skončila životním úspěchem, když získal bronz ve štafetovém závodu na 4×10 kilometrů, v němž běžel 3. úsek volnou technikou. Na mistrovství světa bylo jeho nejlepším individuálním umístěním 13. místo v roce 2009. V dubnu 2014 oznámil na svých webových stránkách konec své závodní kariéry.

## Úspěchy v běhu na lyžích

### Zimní olympijské hry
- Nagano 1998 – 15. místo ve štafetě 4×10 km, 22. místo na 30 km klasicky, 47. místo na 50 km volně
- Salt Lake City 2002 – 7. místo ve štafetě 4×10 km, 19. místo na 50 km klasicky, 29. místo na 15 km klasicky, 43. místo na 30 km volně
- Turín 2006 – 8. místo na 50 km volně, 9. místo ve štafetě 4×10 km, 14. místo ve skiatlonu 2×15 km
- Vancouver 2010 – 3. místo ve štafetě 4×10 km, 29. místo na 50 km klasicky, 38. místo ve skiatlonu 2×15 km
- Soči 2014 – 43. místo ve skiatlonu 2×15 km, 52. místo na 50 km volně

### Mistrovství světa
- Val di Fiemme 2003 – 23. místo ve skiatlonu
- Oberstdorf 2005 – 18. místo ve skiatlonu, 18. místo v běhu na 15 km
- Sapporo 2007 – 15. místo ve skiatlonu, 33. místo v běhu na 15 km (volně)
- Liberec 2009 – 13. místo (30 km skiatlon), 17. místo (50 km volnou technikou), 30. místo (15 km klasicky)

### Světový pohár
Ve své kariéře se v individuálních závodech SP zatím pětkrát umístil v top ten:
- La Clusaz 6. 2. 2004 – 6. místo v běhu na 15 km
- Oberstdorf 13. 2. 2004 – 8. místo ve skiatlonu
- Kuusamo 27. 11. 2005 – 5. místo v běhu na 15 km
- Falun 24. 3. 2007 – 9. místo ve skiatlonu 30 km
- Davos 3. 2. 2007 – 8. místo v běhu na 15 km volně

### Tour de Ski
- 2007 – celkově 13. místo, ve Val di Fiemme v běhu na 30 km 9. místo

## Běh do vrchu
V letní sezóně se účastní závodů v běhu do vrchu. V roce 2005 vyhrál běh na Dvoračky, Lysou horu i domácí mistrovství na Králickém Sněžníku. Titul však paradoxně nezískal, protože nemá atletickou registraci. V roce 2006 vyhrál běh na Černou horu v Krkonoších. V roce 2009 opět vyhrál běh na Lysou horu (již potřetí) a běh na Králický Sněžník.

### Dolomitenmann
V září 2006 se poprvé zúčastnil závodu Dolomitenmann (Mistrovství světa extrémních štafet) v Lienzu. Porazil všechny favority v běhu do vrchu a překvapil celý svět, tým Fackelmann, v jehož dresu startoval, obsadil celkově 7. místo. V roce 2007 své vítězství v běhu do vrchu zopakoval, tentokrát v barvách týmu Škoda Auto, který obsadil celkové druhé místo.

## Osobní život
Narodil se 11. dubna 1977 v Chrudimi, ale dětství prožil v Krnově. Do Chacholic u Chrudimi však pravidelně jezdil na prázdniny k prarodičům. V Krnově navštěvoval ZŠ Janáčkovo náměstí. V Jeseníku studoval SOŠ a SOU strojírenské a stavební – vyučil se automechanikem a složil maturitu. Od roku 1996 žije v Liberci. V roce 2004 studoval ekonomiku a management na Vysoké škole báňské v Ostravě. V roce 2008 se oženil.